# Ferdinand Braun (Schriftsteller)

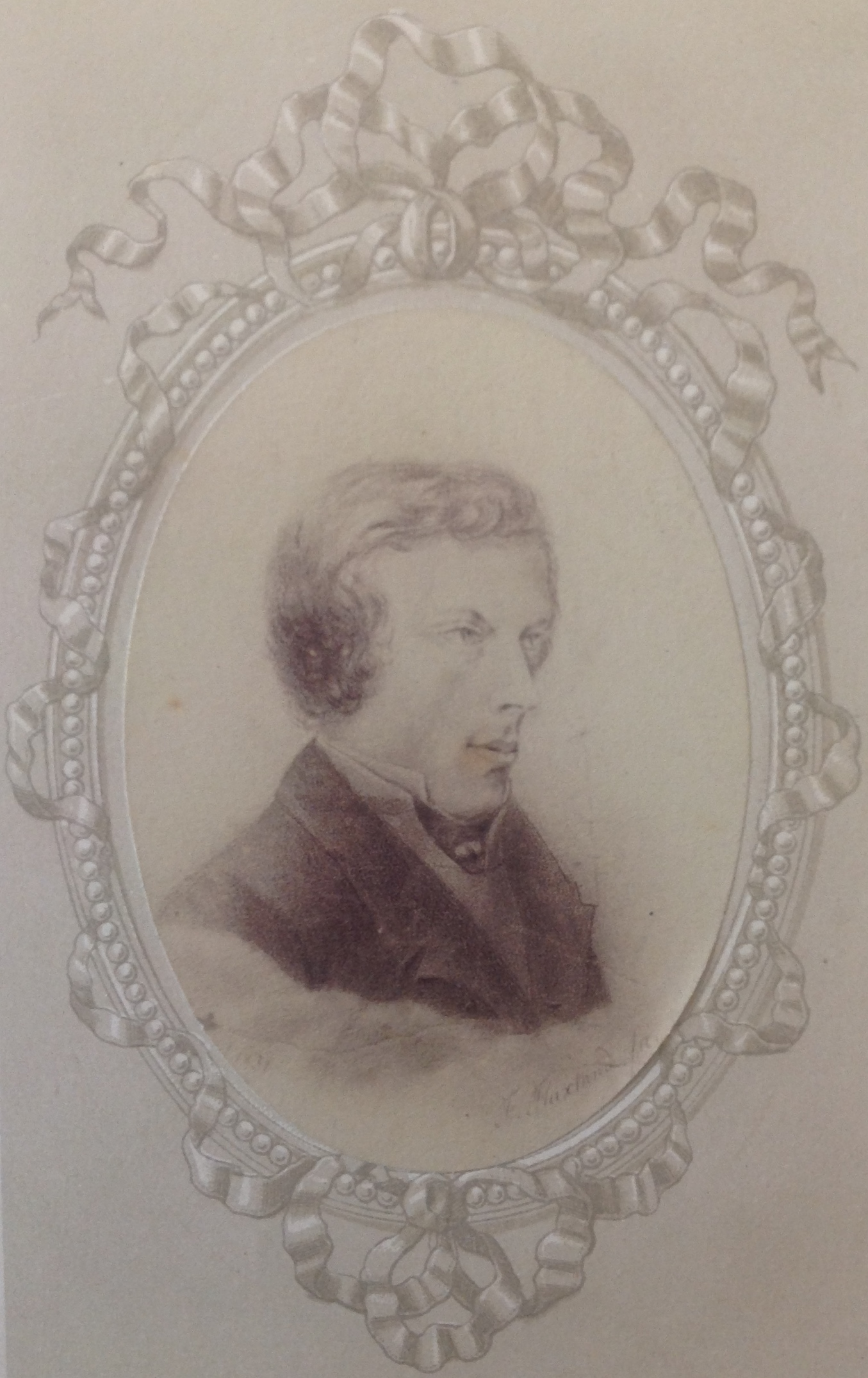
Porträt von Frédéric-Ferdinand Braun, Privatsammlung

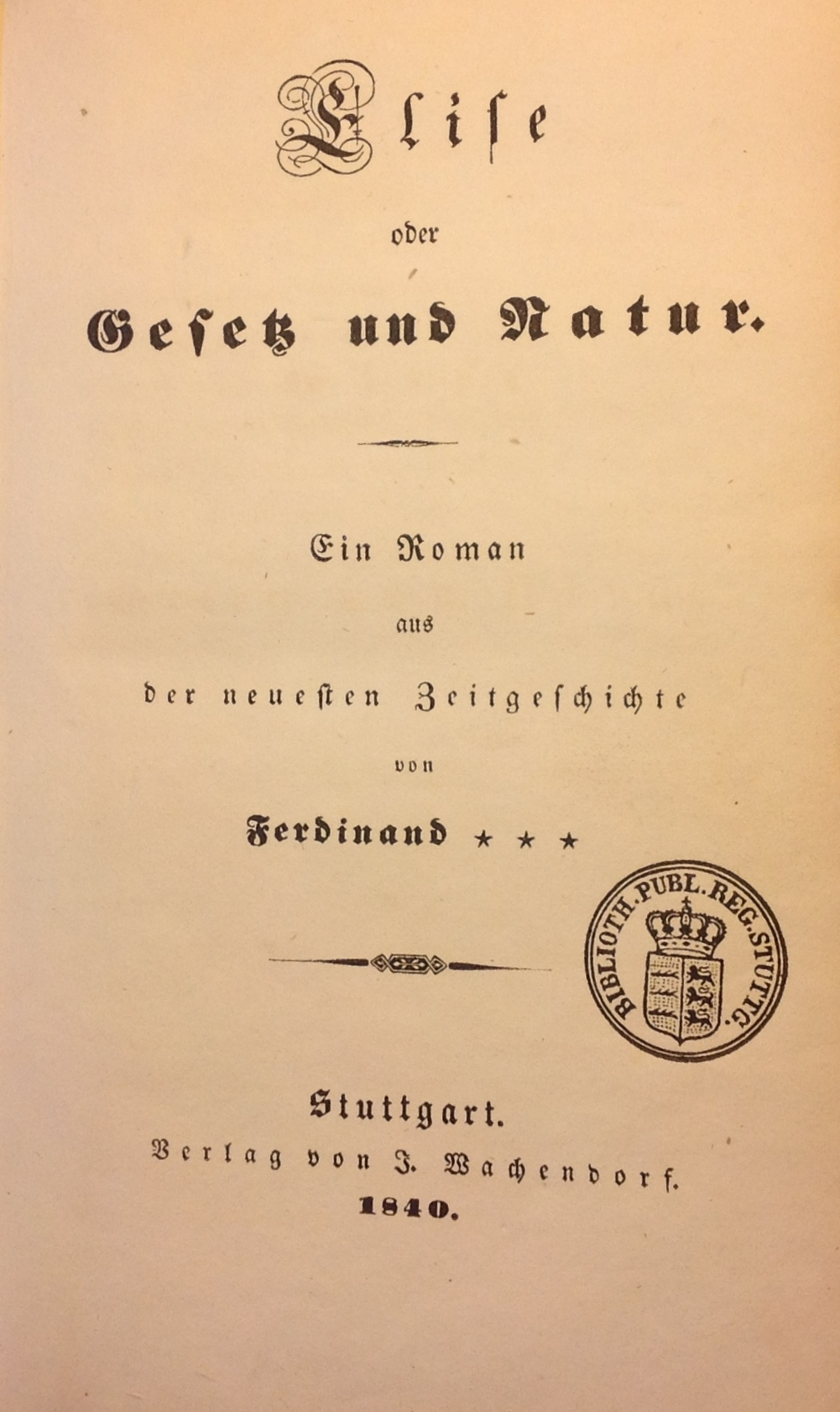
Elise oder Gesetz und Natur, Titelseite

Ferdinand Braun, auch Frédéric-Ferdinand Braun, (* 5. Februar 1812 in Straßburg; † 17. Juni 1854 in Paris) war ein französischer Dichter, Schriftsteller, Musikrezensent und Lehrer der deutschen Sprache. Pseudonym Ferdinand ***.

## Leben
Er besuchte das Jean-Sturm-Gymnasium in Straßburg und studierte Evangelische Theologie an der Straßburger Universität bei Matthias Richard (1795–1869), Theodor (Théodore) Fritz und Andreas Jung (1793–1863). Er war kurze Zeit als Vikar in Thann tätig. Mit Georg Kastner war er befreundet, der ihn 1837 nach Paris holte.
Er war Lehrer für die deutsche Sprache an der Pariser 1836 gegründeten École municipale Turgot, die nach dem Ökonomen Anne Robert Jacques Turgot benannt wurde. Er veröffentlichte auch einige Lehrbücher, die mehrere Auflagen erfuhren.
Gemeinsam mit German Mäurer gab er die frühsozialistische Zeitschrift Die Pariser Horen in sechs Heften heraus (1847).
Robert Schumann vertonte ein Gedicht von ihm.
1850 heiratete er Anne de Surval. Sein Sohn Édouard Braun  wurde am 3. November 1851 in Paris geboren.

## Werke
- La démonologie des Hébreux, tirée de l'Ancien Testament et des Apocryphes. Thèse. Strasbourg 1837. (Diss. theol.) Digitalisat
- Ferdinand ***[7][8]: Elise oder Gesetz und Natur. Ein Roman aus der neuesten Zeitgeschichte. Wachendorf, Stuttgart 1840.[9][10][11]
- Nouveaux principes de grammaire allemande. Vve Maire-Nyon, Paris 1841.
- Eine Sonate. Musikalische Original-Novelle. In: F. S. Gassner (Hrsg.): Zeitschrift für Deutschlands Musikvereine und Dilettanten. Unter Mitwirkung von Kunstgelehrten, Künstlern und Dilettanten. Chr. F. Müllersche Hofbuchhandlung, Karlsruhe 1841, S. 137–167 und S. 262–299. MDZ Reader
- Choix de lectures allemandes, second cours de versions. Vve Maire-Nyon, Paris 1842.
- Die Schleichhändler. Eine Erzählung für die Jugend. Vve Maire-Nyon, Paris 1842.
- Poesien. C. F. Winter, Heidelberg 1843. Digitalisat
- Gedichte. In: August Stöber, Friedrich Otte (Hrsg.): Elsäßische Neujahrsblätter für 1845. Schweighauser’sche Buchhandlung, Basel 1845, S. 221–223. MDZ Reader
- Die Pariser Horen. Journal für Literatur, Kunst, Wissenschaft, Politik und gesellschaftliches Leben. Bautruche, Paris 1847 MDZ Reader (Heft Januar 1847)[12]
- Gedichte. In: August Stöber, Friedrich Otte (Hrsg.): Elsäßische Neujahrsblätter für 1847. Schweighauser’sche Buchhandlung, Basel 1847, S. 255–257. MDZ Reader
- Félicien David: Die Wüste. Große Symphonie-Ode in 3 Abtheilungen mit declamirten Strophen, Gesängen, Chören und großem Orchester. (Text von Ferdinand Braun). Stettin 1846. Digitalisat München ca. 1850
- Die kleine Arbeiterin (Paris) und Frühlingslied. Für ein Kind. In: Deutscher Musenalmanach für das Jahr 1850, Nürnberg 1850, S. 105–108.
- Der Wanderer und die Geister an Beethovens Grabe. Gedicht von Ferdinand Braun. Musik von G. Meyerbeer. F. Glöggl & Sohn, Wien. o. J. [1857] Digitale Sammlungen der Staatsbibliothek zu Berlin
- [Gedichte aus dem Nachlass]. In: Theodor Klein (Hrsg.): Pfeffel-Album. Gaben elsässischer Dichter gesammelt. Geng, Colmar 1859, S. 43–57. MDZ Reader